# Récepteur d'adhésion cellulaire
La définition d'un récepteur d'adhésion cellulaire est avant tout structurelle. Il s'agit d'une protéine exprimée à la surface des cellules, capable d'assurer une adhésion sélective, voire spécifique entre deux cellules ou entre les cellules et la matrice extracellulaire (MEC).

## Rôle physiologique
La propriété fondamentale des récepteurs d'adhésion cellulaire est de connecter, ou mettre en relation, le milieu extracellulaire (la MEC ou des cellules voisines) et le milieu intracellulaire (le cytosquelette d'actine ou les filaments intermédiaires). Les récepteurs d'adhésion sont donc des protéines transmembranaires dont la fonction première permet un ancrage des cellules entre elles ou à un support extérieur, assurant ainsi la cohésion d'un tissu.
En plus de ce rôle structural, les récepteurs d'adhésion cellulaire occupent une position stratégique dans la transmission de signaux à travers la membrane plasmique, car ils sont capables de transformer une information extracellulaire mécanique en un message intracellulaire biochimique. Ils apportent ainsi à la cellule des informations spatiales et des informations sur la composition protéique de la MEC. La cellule est alors informée de l’état de ses rapports de voisinage avec la MEC et les cellules voisines.
En retour, c’est aussi par l’intermédiaire de ces récepteurs que la cellule peut moduler son adhésion à la MEC, et progresser à travers les différents stades cellulaires qui nécessitent d’importantes modifications de l’architecture cytosquelettique : prolifération et différenciation cellulaire ou apoptose. 
Ainsi, les récepteurs d’adhésion cellulaire sont des instruments de signalisation bidirectionnelle à travers la membrane plasmique.

## Familles moléculaires
Les récepteurs d’adhésion cellulaire sont des glycoprotéines transmembranaires parmi lesquelles on compte quatre grandes familles : les intégrines, les cadhérines, les protéines de la famille des immunoglobulines (les Ig-CAMs pour « Immunoglobulin-Cell Adhesion Molecules »),  et les sélectines.